# Lola Iturbe
Dolores Iturbe Arizcuren, nota anche come Lola, Kyralina e Libertad (Barcellona, 1º agosto 1902 – Gijón, 5 gennaio 1990), è stata un'anarchica, pubblicista e femminista spagnola, fu tra le fondatrici del movimento Mujeres Libres.

## Biografia

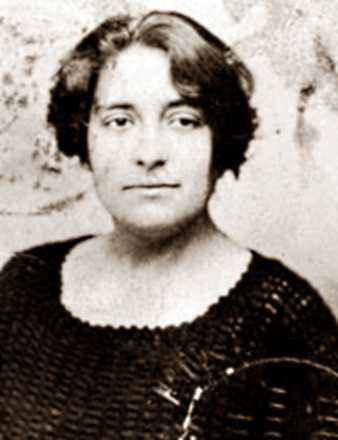
Lola Iturbe

Figlia di madre nubile e di modeste condizioni economiche incominciò a lavorare fin da bambina, studiando da autodidatta. Aderì alla Confederación Nacional del Trabajo e fu tra le fondatrici del movimento anarco-femminista Mujeres Libres, diventando anche amministratrice dell'omonimo periodico su cui pubblicò diversi articoli con gli pseudonimi di Libertad e Kyralina.
Allo scoppio della Guerra civile spagnola contribuì alla costituzione del Comitato delle milizie antifasciste di Catalogna e fu corrispondente di guerra, dal fronte aragonese del periodico Tierra y Libertad (di cui fu anche amministratrice).
Dopo la fine del conflitto andò in esilio in Francia con il suo compagno, Juan Manuel Molina, Juanel. Insieme presero parte alla Resistenza francese.
Nel corso degli anni settanta collaborò con la rivista Mujeres libres e con altri periodici anarchici come  Acción Social Obrera, España Libre, Espoir, Exilio, Faro, La Hora de Mañana, El Libertario, Polémica, Proa.
Nel 1974 ha pubblicato il libro La mujer en la lucha social y en la Guerra Civil de España. Nel 1984 ha preso parte al documentario  ...De toda la vida, di Lisa Berger e Carol Mazer, sull'organizzazione Mujeres Libres, la partecipazione di queste donne alla guerra civile e il ruolo delle donne anarchiche.. Dopo la morte di Franco rientrò in Spagna, dove continuò ad essere politicamente attiva.